# أورلوفتسي
أورلوفتسي (بالبلغارية: Орловци)‏ قرية تقع إدارياً ضمن مقاطعة غابروفو في بلغاريا. ويبلغ عدد سكانها 47 نسمة حسب تعداد 15 مارس 2015. تعتمد أورلوفتسي للبريد على الرمز البريدي 5340.